# Castell de Vinferri
El Castell de Vinferri és un edifici de Juneda (Garrigues) declarat bé cultural d'interès nacional.

## Descripció
Les restes exteriors que se'n conserven pertanyen a la que fou ermita de Sant Jordi. Pràcticament no es conserva res, només un petit mur fragmentat, fet amb carreus de pedra, de proporcions irregulars i variades, que fa angle recte amb un altre encara més reduït. La resta és paret de tàpia que el pas dels anys ha erosionat notablement sense que es pugui dibuixar una intenció clara.
Les proporcions conservades del conjunt són aproximadament d'uns 4 m en la paret més llarga, 0,60 m en la paret perpendicular i 2,60 m en la façana més alta. El lloc on estan ubicades aquestes ruïnes sembla prou estratègic (domini sobre la vall de la Femosa) perquè, amb anterioritat a l'ermita hi existís una construcció fortificada.

## Història
Fou el centre d'una quadra civil. És un edifici documentat el 1162.